# 龍獵龍屬
龍獵龍屬是獸腳亞目恐龍的一屬，生存於侏羅紀早期的南非，化石是一個部分頭顱骨，發現於艾略特組（Elliot Formation）。龍獵龍的身長估計值介於5.5到6.5公尺。
模式種是瑞氏龍獵龍（D. regenti），是由亞當·耶茨（Adam Yates）在2006年敘述、命名。屬名在拉丁語意為「龍獵人」。根據親緣分支分類法研究，龍獵龍是種基礎獸腳類恐龍，與雙脊龍、惡魔龍屬於同一演化支，名為雙脊龍科。

## 外部連結
- Dinosaur Mailing List announcing discovery (includes full abstract) （页面存档备份，存于）.